# Маслов, Алексей Фёдорович
Алексе́й Фёдорович Ма́слов (23 сентября 1953, д. Панское, Советский район, Курская область — 25 декабря 2022, Москва) — российский военачальник. Главнокомандующий Сухопутными войсками Российской Федерации (2004—2008), генерал армии (2006).

## Биография
Родился 23 сентября 1953 года в деревне Панское Советского района Курской области.
На военной службе с 1970 года. В 1974 году окончил Харьковское гвардейское высшее танковое командное училище имени Верховного Совета Украинской ССР. По окончании училища командовал танковыми взводом, ротой и батальоном в Прикарпатском военном округе.
В 1984 году окончил Военную академию бронетанковых войск имени Маршала Советского Союза Р. Я. Малиновского. С 1984 года — заместитель командира танкового полка, с 1986 года — командир танкового полка, с 1988 года — заместитель командира танковой дивизии в Центральной группе войск на территории Чехословакии. С 1990 года — заместитель командира танковой дивизии в Приволжско-Уральском военном округе.
С 1994 года — командир 15-й гвардейской танковой дивизии в Уральском ВО. Генерал-майор (5 мая 1995 года).
В 1998 году окончил Военную академию Генерального штаба Вооружённых сил Российской Федерации и назначен на должность заместителя командующего войсками Забайкальского военного округа по боевой подготовке. С 1999 года — начальник Управления боевой подготовки штаба Сибирского военного округа. С марта 2000 года — начальник штаба 36-й армии в Сибирском военном округе. С 2001 года — командир 57-го армейского корпуса в Сибирском военном округе. Генерал-лейтенант (2001).
С апреля 2003 года — начальник штаба — первый заместитель командующего войсками Северо-Кавказского военного округа. Генерал-полковник (12 июня 2004 года)
5 ноября 2004 года указом президента России назначен Главнокомандующим Сухопутными войсками Российской Федерации
Указом президента России от 15 декабря 2006 года присвоено воинское звание генерал армии.
1 августа 2008 года назначен Главным военным представителем Российской Федерации при Организации Североатлантического договора (НАТО) в г. Брюссель.
В октябре 2011 года уволен в запас с военной службы.
С 2015 года — советник управляющего ГПК "Корпорация «ТИРА» и член совета директоров АО «Российский институт мощного радиостроения». В последние годы работал специальным представителем АО "Концерн «Уралвагонзавод» по военно-техническому сотрудничеству.
Скоропостижно скончался 25 декабря 2022 года на 70-м году жизни в Главном военно-клиническом госпитале им. Н. Н. Бурденко. Похоронен на Федеральном военном мемориале «Пантеон защитников Отечества» (уч. 15).

## Награды
- Орден «За службу Родине в ВС СССР» III степени;
- Медаль ордена «За заслуги перед Отечеством» II степени;
- Медаль «За боевые заслуги»;
- Медали СССР;
- Медали РФ.

## Семья
Был женат. Имел двоих детей.

## Сочинения
- Маслов А. Ф. И. Х. Баграмян: «… надо, обязательно надо наступать» // Военно-исторический журнал. — 2005. — № 12. — С. 3—8.; 2006. — № 1. — С. 19—23.